# Гребля Ваді-Накаб

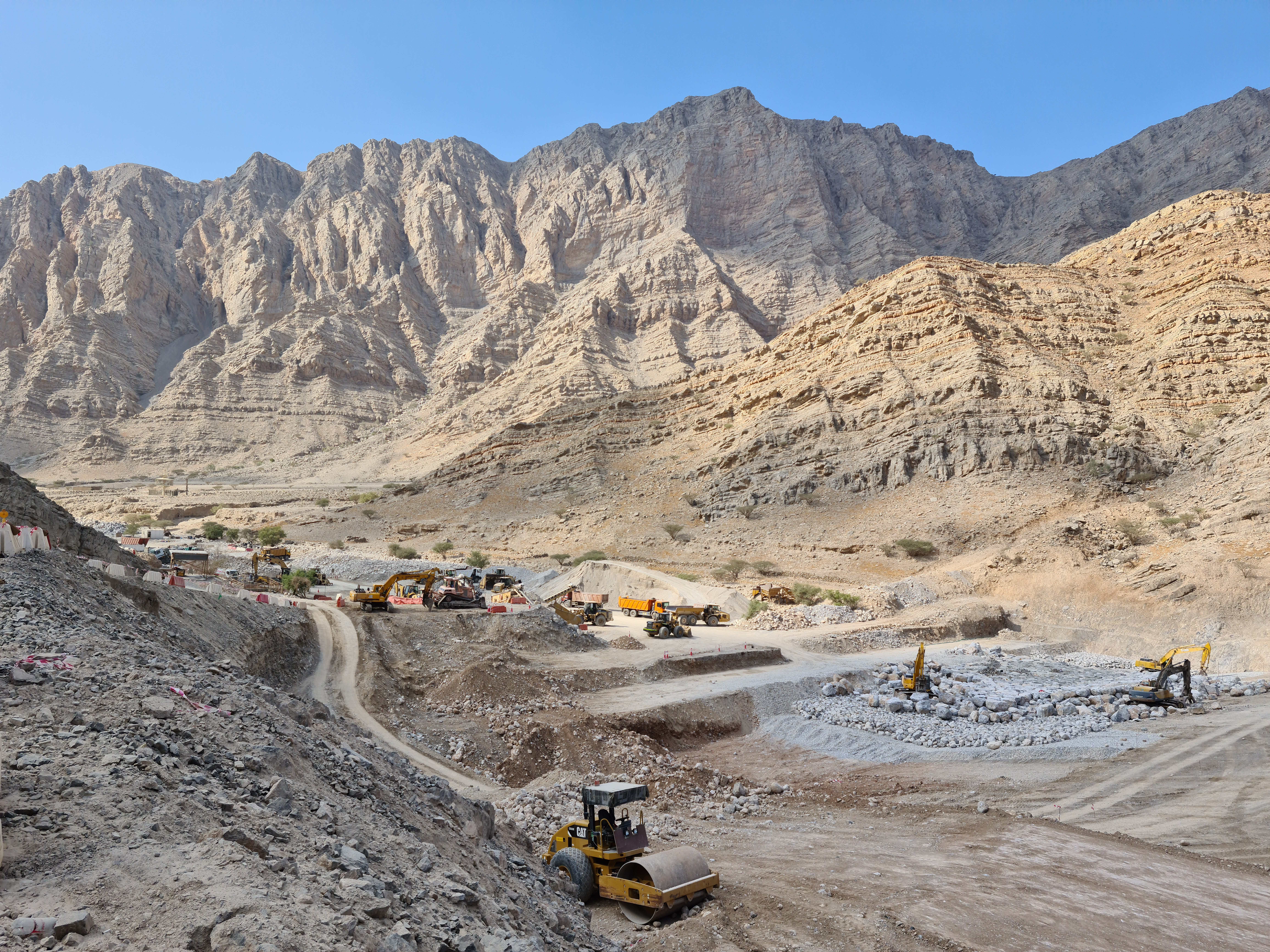
Будіництво греблі

Гребля Ваді-Накаб (Wadi Naqab) – інженерна споруда на північному сході Об’єднаних Арабських Еміратів, у еміраті Рас-ель-Хейма.
Рішення про будівництво греблі прийняли у 2020 році і не пізніше 2021-го споруда була завершена. Гребля виконує функції живлення водоносних горизонтів (затримання на певний час води епізодичних дощів дозволяє забезпечити Її максимальне всотування у алювіальні породи русла) та захисту від повеней. 
В межах проекту ваді перекрили насипною спорудою висотою 22 метра та довжиною біля півтора сотень метрів.